# Schöllenbach
Schöllenbach (auch Hessisch-Schöllenbach) ist ein Stadtteil der Stadt Oberzent im südhessischen Odenwald.
Außer dem Kernort selbst gehören auch noch die Höfe und Siedlungsplätze Albertsruhe, Bahnhof Krähberg, Hammer, Hohberg Hof, Rote Erde und Windloch zur Gemarkung Schöllenbach.

## Geografische Lage

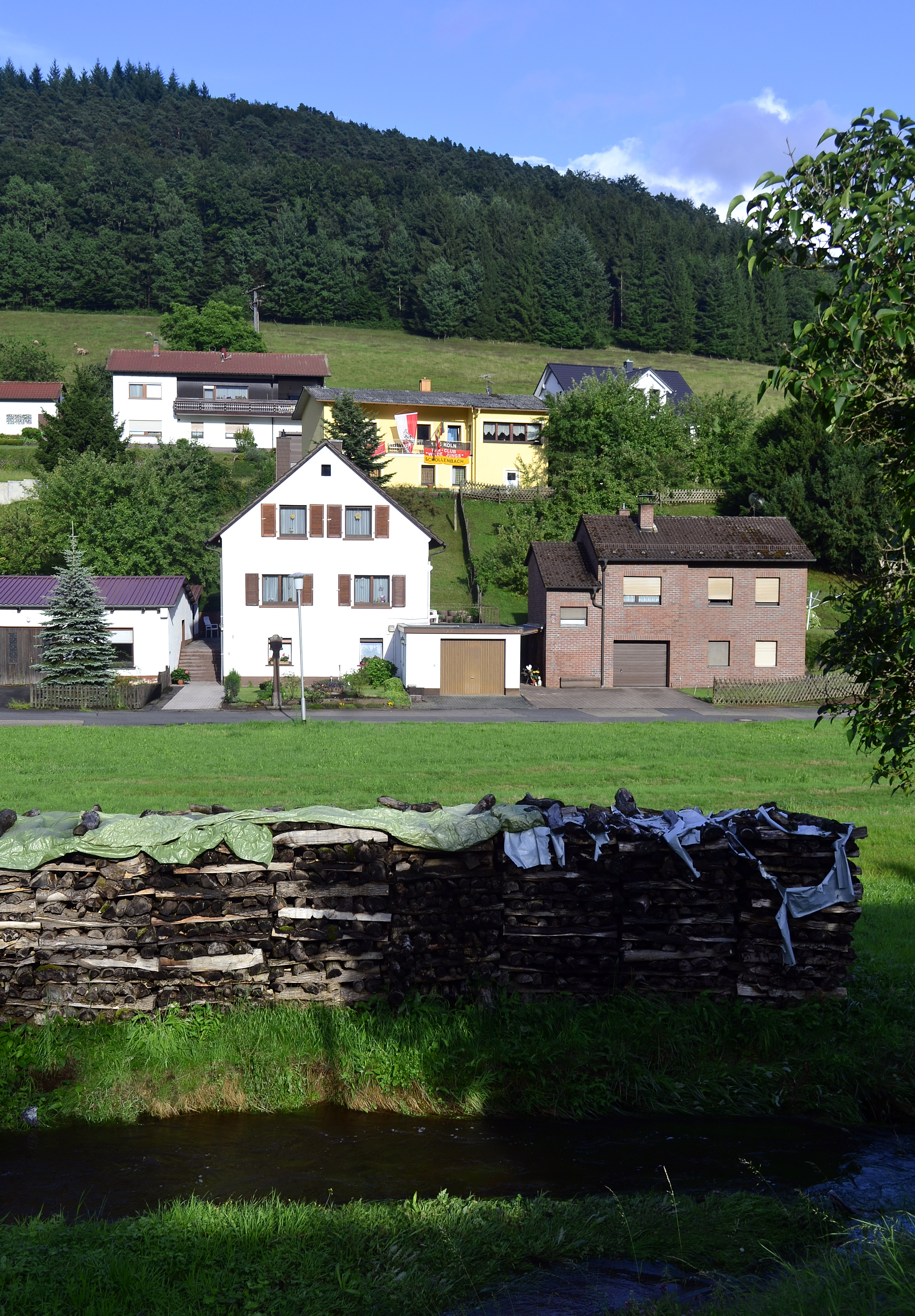
Blick von Schöllenbach auf Badisch-Schöllenbach. Im Vordergrund die Itter, durch welche die beiden Ortsteile getrennt sind.

Das Straßendorf liegt am Zufluss des Schöllenbachs zum talaufwärts noch Euterbach genannten Itterbach im Geo-Naturpark Bergstraße-Odenwald. Es wird durch den Euter-/Itterbach vom kleineren Badisch-Schöllenbach getrennt, das zur 17 km entfernt gelegenen baden-württembergischen Stadt Eberbach gehört und in einer nördlichen, zum Stadtteil Friedrichsdorf gehörenden Exklave liegt. Badisch-Schöllenbach besteht aus etwa 15 Wohnhäusern mit insgesamt 24 Einwohnern. Verwaltungstechnische Alltagsbelange wie Wasserversorgung, Müllabfuhr, Friedhofsnutzung und Post werden von der Stadt Oberzent übernommen, so dass es für die Bewohner zu keinen Beeinträchtigungen kommt. Frühere Bemühungen, eine Grenzänderung vorzunehmen, blieben ergebnislos.
Zur Lage zwischen den Baden und Hessen siehe auch Territoriale Besonderheiten in Südwestdeutschland nach 1810.

Impressionen aus Schöllenbach
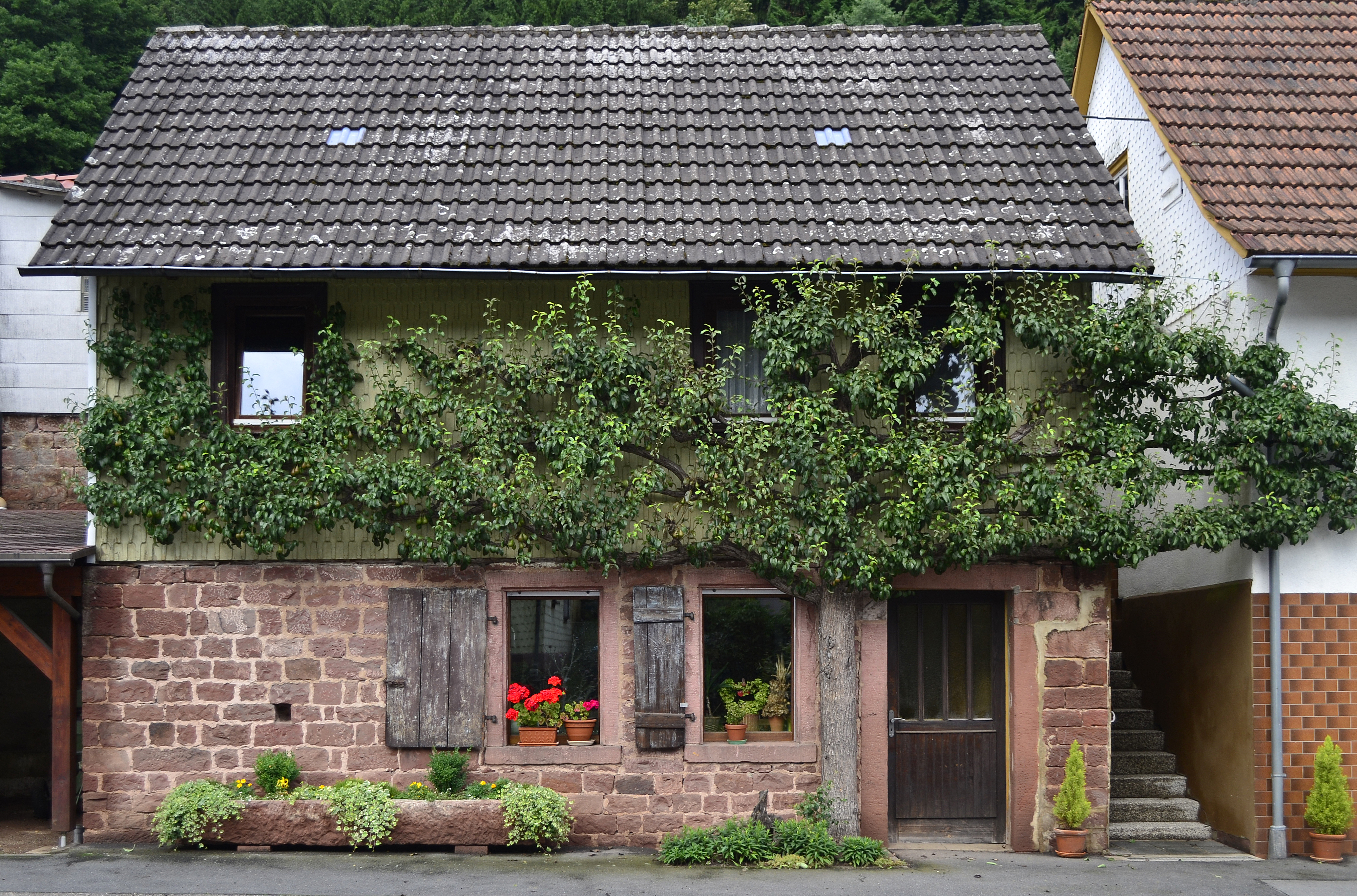
Obere Siegfriedstraße 27
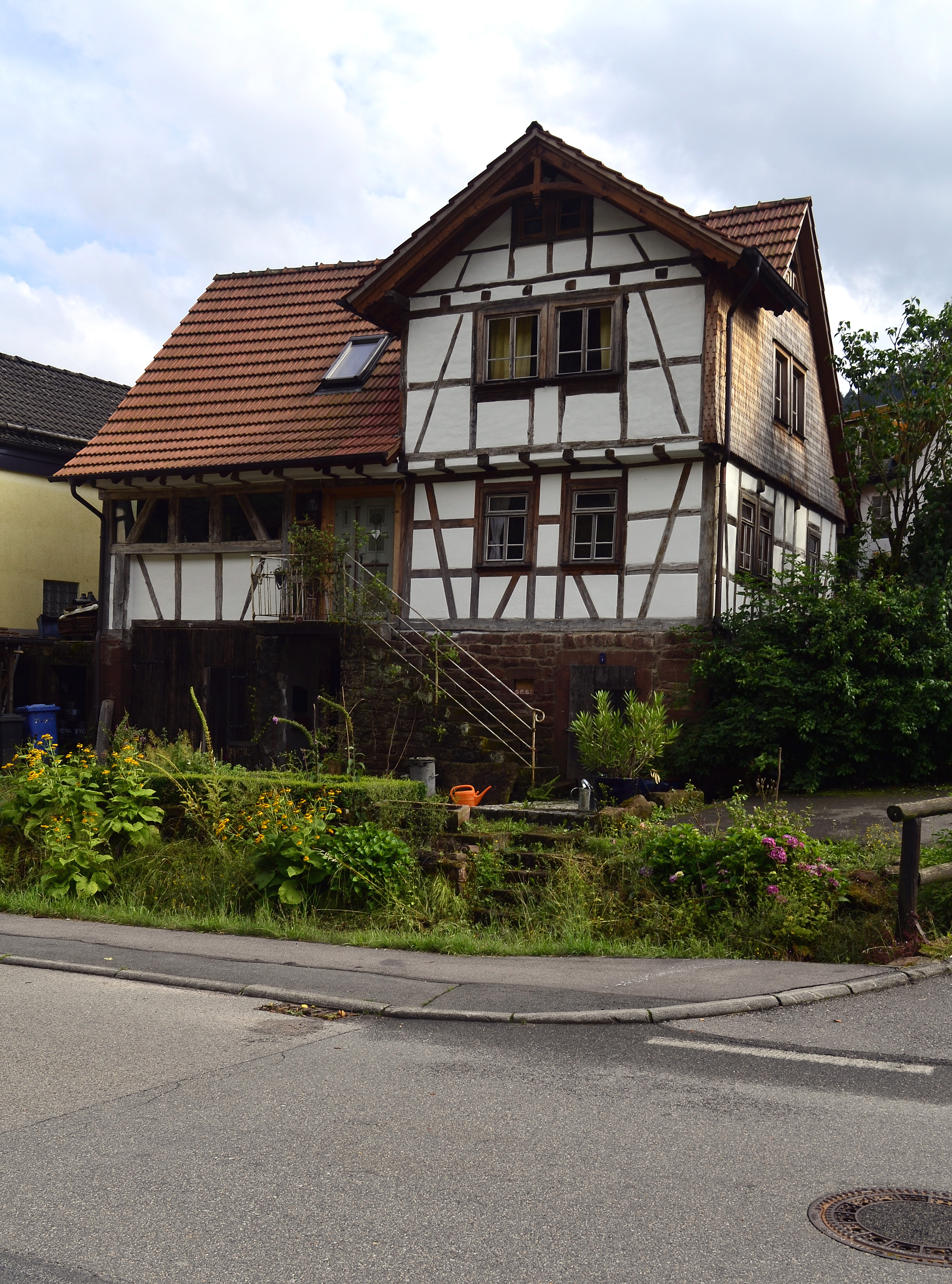
Obere Siegfriedstraße 8
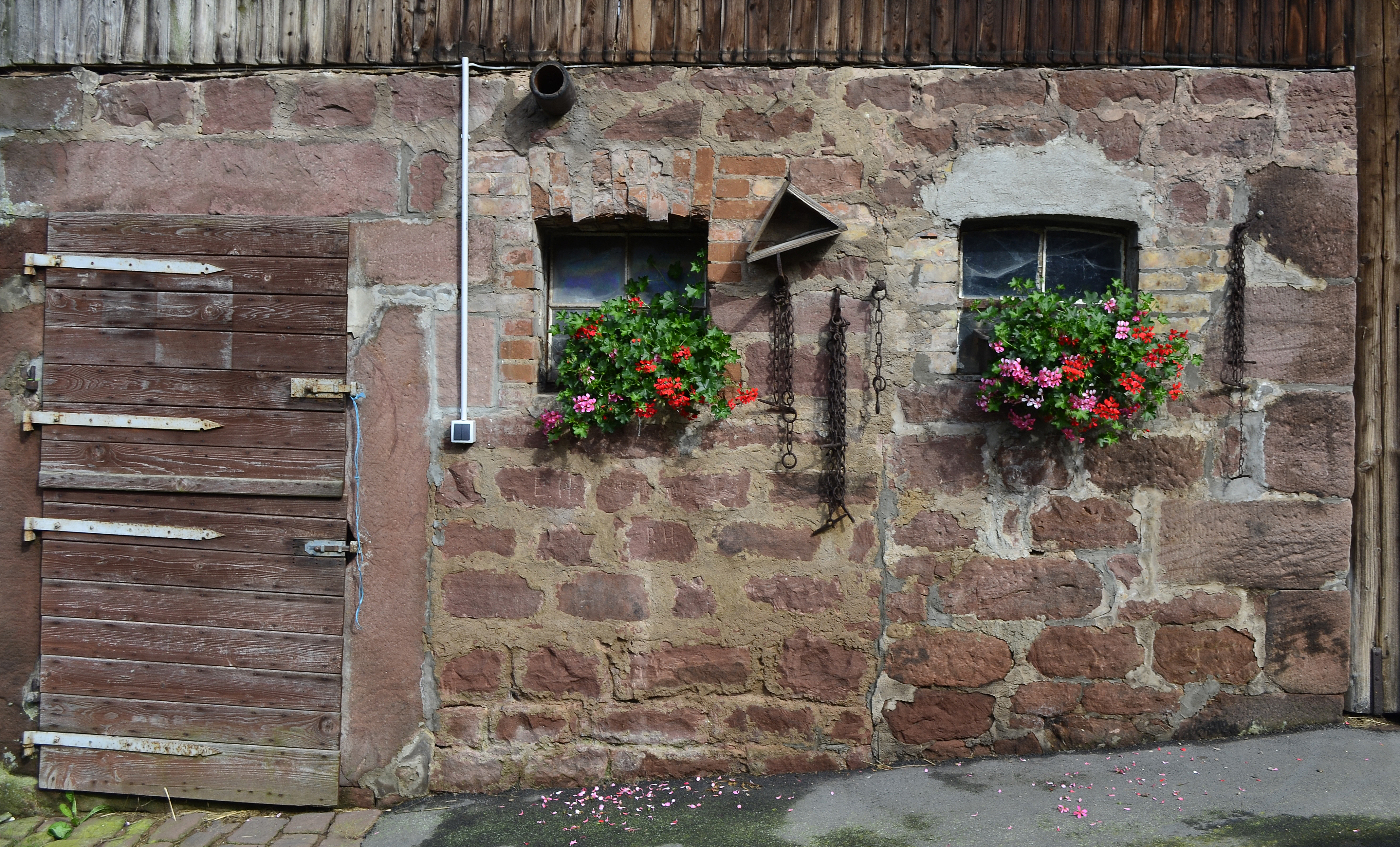
Ecksgasse 3
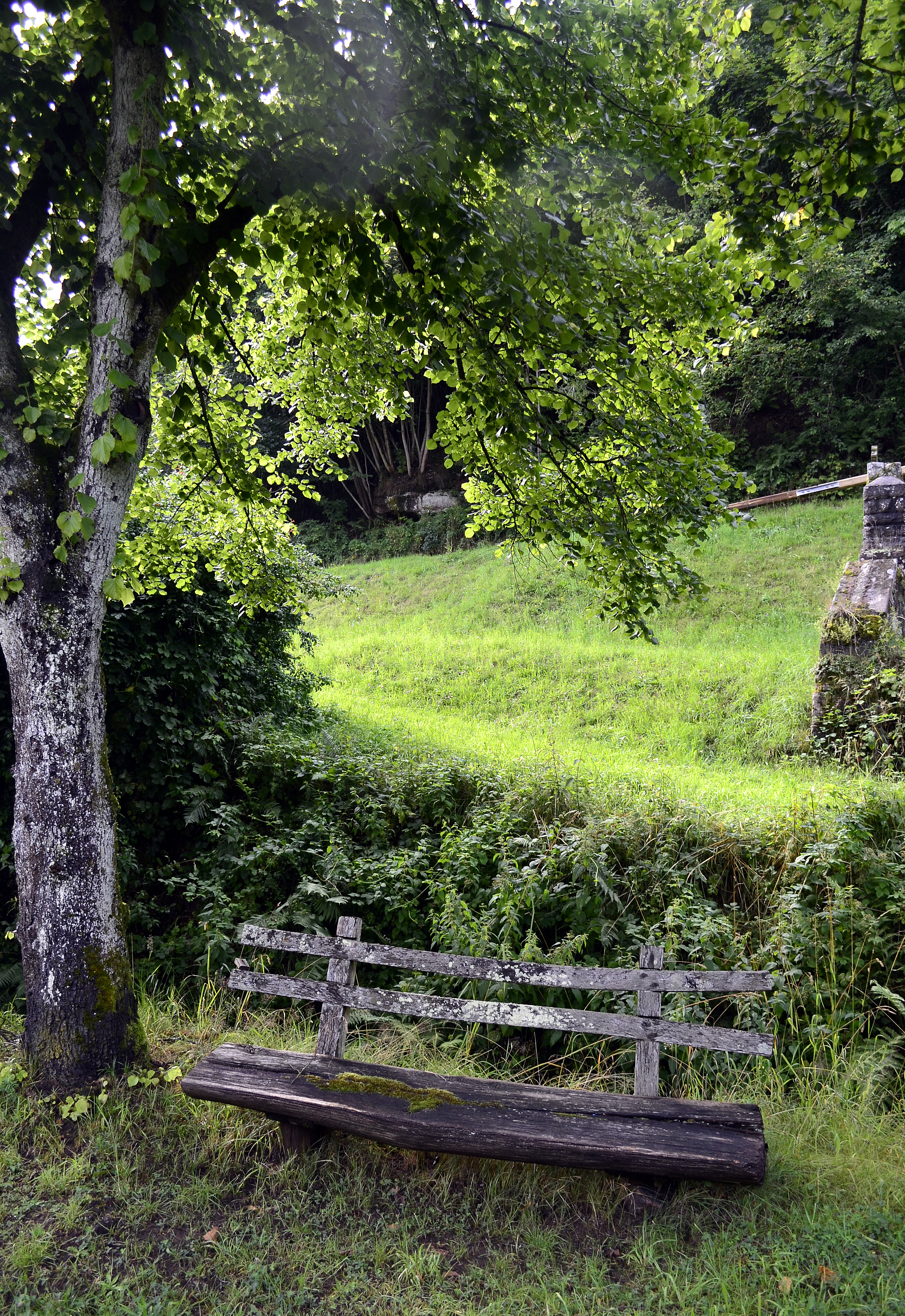
Hesselbachweg am Neuen Friedhof

## Geschichte

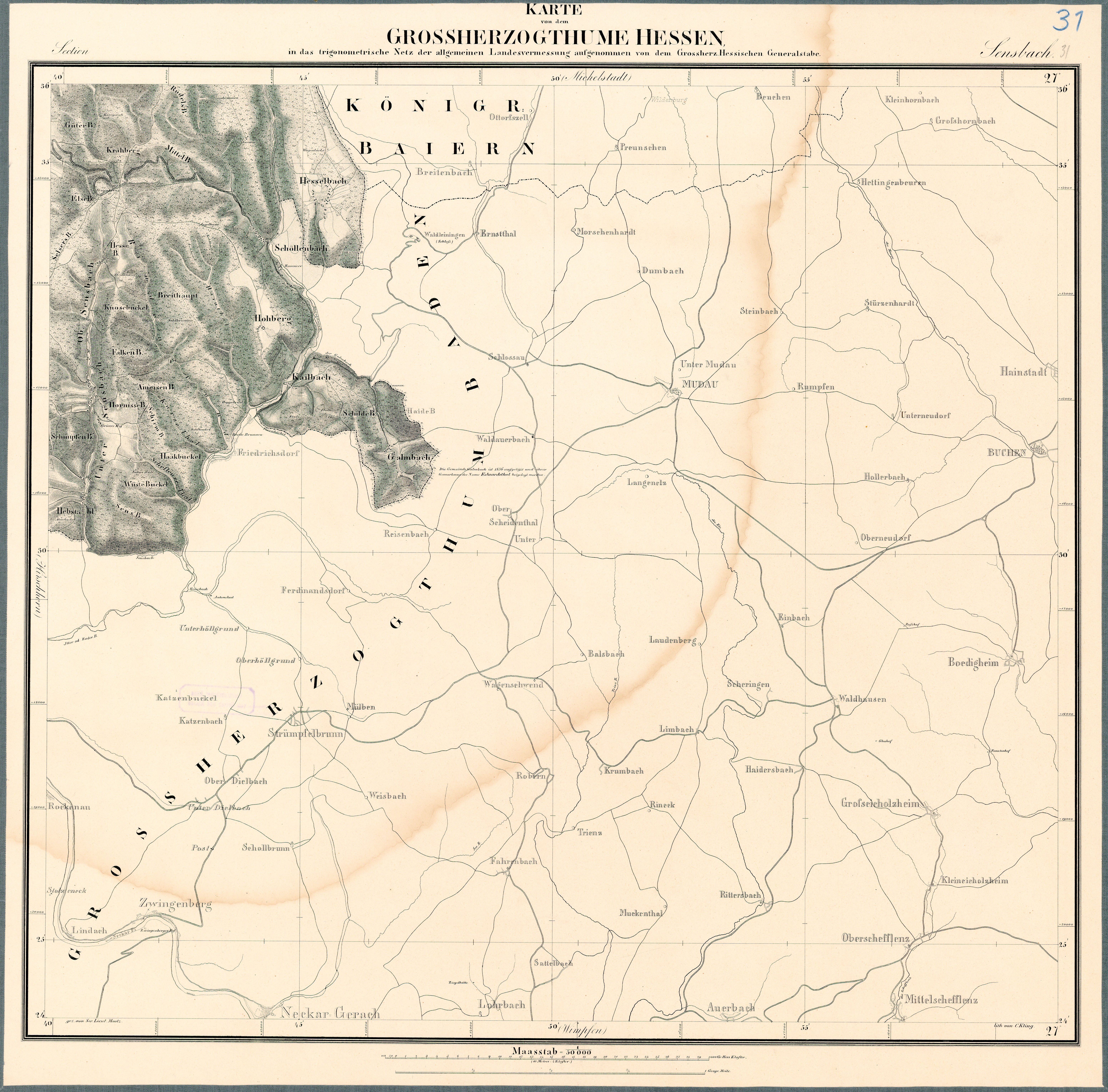
Schöllenbach im Großherzogtum Hessen auf einer Karte aus der ersten Hälfte des 19. Jahrhunderts (links oben)

### Ortsgeschichte
Die älteste bekannte urkundliche Erwähnung Schöllenbachs stammt aus dem Jahr 1344. Zu diesem Zeitpunkt erwarb der Schenk Konrad zu Erbach das damals Schellinbach genannte Dorf von dem ihm gegenüber subalternen Edelknecht Arnold von Freienstein. In weitere Urkunden des 14. Jahrhunderts erscheint der Ort in den Schreibweisen Schellenbuch (1366), Schellinbuch (1370) und Schelnbuch (1398), in Dokumenten des 15. Jahrhunderts in den Formen Schelmbach (1462), Schelinbach (nicht näher datiert) und Schelnbach (1487) sowie in Zeugnissen des 16. Jahrhunderts einmal erneut als Schelnbach (1553) und einmal als Schelnpach (nicht näher datiert).
In der zweiten Hälfte des 15. Jahrhunderts wurde – vermutlich an der Stelle einer älteren Kapelle – über einer Quelle eine dreischiffige Kirche mit großem Chorkreuzgewölbe im spätgotischen Stil erbaut und im Jahre 1465 vom Schenken Philipp IV. zu Erbach eingeweiht. Da dem Wasser heilsame Wirkung nachgesagt wurde und weil ein in der Kirche angebrachtes Marienbild als wundertätig galt, entwickelte sich schon bald eine rege, vom Landesherren geförderte Wallfahrt zur Schöllenbacher Kirche. 1480 erfolgte die Aufstellung zweier weiterer Altäre zu Seiten des Marienaltars. Graf Eberhard XI. von Erbach stiftete schließlich anlässlich seiner Hochzeit mit Maria von Wertheim den 1515 fertiggestellten, geschnitzten und reich verzierten Schöllenbacher Altar, auf dem der Stammbaum des Christus dargestellt ist, die so genannte Wurzel Jesse. Nachdem Erbach 1560 die Reformation eingeführt hatte, gingen die Wallfahrten drastisch zurück und die Kirche verfiel allmählich. Der Altar wurde bereits Anfang des 17. Jahrhunderts nach Erbach geschafft, wo er sich noch heute (2014) befindet. Kriege und Seuchen zogen Dorf und Kirche weiter in Mitleidenschaft, so dass schließlich bis ins 18. Jahrhundert hinein nur noch eine große Kirchenruine übrig geblieben war. Dieser Kirchbau, der zu guter Letzt auch kein Dach mehr aufwies, wurde als Totenkapelle genutzt. Erst 1782 wieder konstruierte man unter Verwendung des noch bestehenden Mauerwerks aber mit deutlich reduziertem Grundriss die Kirche in ihrer heutigen Gestalt.
Seit etwa 1700 (möglicherweise schon früher) bestand im südlichen Schöllenbach eine Hammerschmiede, der so genannte „Schöllenbacher Hammer“. Das zur Produktion benötigte Roheisen wurde aus Uslar am Rande des Solling bezogen. Der erste Hammerherr, Georg Schick, übergab den Betrieb 1718 seinen beiden Söhnen. 1748 wurde das Werk von Johann Michael Rexroth übernommen, 1757 ging es an die Brüder Johann Ludwig und Johann Adam Rexroth über. Ihre Nachkommen führten den Betrieb, bis er 1839 von Johann Ludwig Rexroth übernommen wurde. 1870 wurde der Hammerbetrieb eingestellt und die Anlage in ein Sägewerk umgewandelt. Heute wird sie nur noch zu Wohnzwecken genutzt.
Nachdem der hessische Teil Schöllenbachs jahrhundertelang in Erbach’schem Besitz gewesen war, gelangte der Ort mit der Auflösung der Erbacher Herrschaft durch den Rheinbundakte 1806 zum Großherzogtums Hessen. In der Folge gehörte es zu dessen Nachfolgestaaten, von 1871 bis 1945 zum Volksstaat Hessen und zur Amerikanischen Besatzungszone (1945 bis 1949) – seit 1949 zur Bundesrepublik Deutschland.
Hessische Gebietsreformen (1970–1977, 2018)
Im Zuge der Gebietsreform in Hessen fusionierten am 1. Oktober 1971 die bis dahin selbständigen Gemeinden Schöllenbach, Kailbach und Hesselbach freiwillig zur neuen Gemeinde Hesseneck, die wiederum am 1. Januar 2018 mit weiteren Gemeinden die Stadt Oberzent bildete.  Die drei Orte wurden Stadtteile der Stadt Oberzent.
Für die ehemalige Gemeinde Hesseneck wurde ein Ortsbezirk mit Ortsbeirat und Ortsvorsteher nach der Hessischen Gemeindeordnung gebildet.  Dieser Ortsbezirk umfasst die Gemarkungen Hesselbach, Kailbach und Schöllenbach.

### Verwaltungsgeschichte im Überblick
Die folgende Liste zeigt die Staaten und Verwaltungseinheiten, denen Schöllenbach angehört(e):
- vor 1806: Heiliges Römisches Reich, Grafschaft Erbach-Fürstenau, Amt Freienstein
- ab 1806: Großherzogtum Hessen (Souveränitätslande),[Anm. 2] Fürstentum Starkenburg, Amt Freienstein (zur Standesherrschaft Erbach gehörig)
- ab 1815: Großherzogtum Hessen[Anm. 3] (Souveränitätslande), Provinz Starkenburg, Amt Freienstein (zur Standesherrschaft Erbach gehörig)
- ab 1822: Großherzogtum Hessen, Provinz Starkenburg, Landratsbezirk Erbach[Anm. 4]
- ab 1848: Großherzogtum Hessen, Regierungsbezirk Erbach
- ab 1852: Großherzogtum Hessen, Provinz Starkenburg, Kreis Erbach
- ab 1871: Deutsches Reich,[Anm. 5] Großherzogtum Hessen, Provinz Starkenburg, Kreis Erbach
- ab 1918: Deutsches Reich, Volksstaat Hessen,[Anm. 6] Provinz Starkenburg, Kreis Erbach
- ab 1938: Deutsches Reich, Volksstaat Hessen, Landkreis Erbach[14][Anm. 7]
- ab 1945: Amerikanische Besatzungszone,[Anm. 8] Groß-Hessen, Regierungsbezirk Darmstadt, Landkreis Erbach
- ab 1946: Amerikanische Besatzungszone, Land Hessen, Regierungsbezirk Darmstadt, Landkreis Erbach
- ab 1949: Bundesrepublik Deutschland, Land Hessen, Regierungsbezirk Darmstadt, Landkreis Erbach
- ab 1971: Bundesrepublik Deutschland, Land Hessen, Regierungsbezirk Darmstadt, Landkreis Erbach, Gemeinde Hesseneck[Anm. 9]
- ab 1972: Bundesrepublik Deutschland, Land Hessen, Regierungsbezirk Darmstadt, Odenwaldkreis, Gemeinde Hesseneck
- ab 2018: Bundesrepublik Deutschland, Land Hessen, Regierungsbezirk Darmstadt, Odenwaldkreis, Stadt Oberzent[Anm. 10]

## Bevölkerung

### Einwohnerentwicklung
- 1545: 21 wehrfähige Männer[1]
- 1961: 386 evangelische (= 77,05 %), 113 katholische (= 22,55 %) Einwohner[1]

| Schöllenbach: Einwohnerzahlen von 1829 bis 2020 | Schöllenbach: Einwohnerzahlen von 1829 bis 2020 | Schöllenbach: Einwohnerzahlen von 1829 bis 2020 | Schöllenbach: Einwohnerzahlen von 1829 bis 2020 | Schöllenbach: Einwohnerzahlen von 1829 bis 2020 |
| --- | ----------------------------------------------- | ----------------------------------------------- | ----------------------------------------------- | ----------------------------------------------- |
| Jahr |                                                 |                                                 |                                                 | Einwohner                                       |
| 1829 | 1829                                            |                                                 | 363                                             | 363                                             |
| 1834 | 1834                                            |                                                 | 514                                             | 514                                             |
| 1840 | 1840                                            |                                                 | 537                                             | 537                                             |
| 1846 | 1846                                            |                                                 | 514                                             | 514                                             |
| 1852 | 1852                                            |                                                 | 543                                             | 543                                             |
| 1858 | 1858                                            |                                                 | 462                                             | 462                                             |
| 1864 | 1864                                            |                                                 | 467                                             | 467                                             |
| 1871 | 1871                                            |                                                 | 472                                             | 472                                             |
| 1875 | 1875                                            |                                                 | 443                                             | 443                                             |
| 1885 | 1885                                            |                                                 | 478                                             | 478                                             |
| 1895 | 1895                                            |                                                 | 503                                             | 503                                             |
| 1905 | 1905                                            |                                                 | 564                                             | 564                                             |
| 1910 | 1910                                            |                                                 | 541                                             | 541                                             |
| 1925 | 1925                                            |                                                 | 501                                             | 501                                             |
| 1939 | 1939                                            |                                                 | 524                                             | 524                                             |
| 1946 | 1946                                            |                                                 | 609                                             | 609                                             |
| 1950 | 1950                                            |                                                 | 674                                             | 674                                             |
| 1956 | 1956                                            |                                                 | 520                                             | 520                                             |
| 1961 | 1961                                            |                                                 | 501                                             | 501                                             |
| 1967 | 1967                                            |                                                 | 492                                             | 492                                             |
| 1970 | 1970                                            |                                                 | 256                                             | 256                                             |
| 1980 | 1980                                            |                                                 | ?                                               | ?                                               |
| 1990 | 1990                                            |                                                 | ?                                               | ?                                               |
| 2000 | 2000                                            |                                                 | ?                                               | ?                                               |
| 2011 | 2011                                            |                                                 | 234                                             | 234                                             |
| 2018 | 2018                                            |                                                 | 225                                             | 225                                             |
| 2020 | 2020                                            |                                                 | 239                                             | 239                                             |
| Datenquelle: Historisches Gemeindeverzeichnis für Hessen: Die Bevölkerung der Gemeinden 1834 bis 1967. Wiesbaden: Hessisches Statistisches Landesamt, 1968. Weitere Quellen: LAGIS; Zensus 2011 |                                                 |                                                 |                                                 |                                                 |

### Einwohnerstruktur 2011
Nach den Erhebungen des Zensus 2011 lebten am Stichtag dem 9. Mai 2011 in Schöllenbach 234 Einwohner. Darunter waren 6 (2,6 %) Ausländer.
Nach dem Lebensalter waren 30 Einwohner unter 18 Jahren, 81 zwischen 18 und 49, 48 zwischen 50 und 64 und 75 Einwohner waren älter.
Die Einwohner lebten in 114 Haushalten. Davon waren 30 Singlehaushalte, 36 Paare ohne Kinder und 30 Paare mit Kindern, sowie 12 Alleinerziehende und 3 Wohngemeinschaften. In 33 Haushalten lebten ausschließlich Senioren und in 60 Haushaltungen lebten keine Senioren.

## Politik
Hesselbach, Kailbach und Schöllenbach haben einen gemeinsamen Ortsbeirat.
Der Ortsbeirat ist ein (unter anderem in Hessen) direkt gewähltes Verwaltungsorgan der Gemeinde, der die Interessen des Ortsteils gegenüber der gesamtgemeindlichen Verwaltung vertritt. Er besitzt ein Vorschlags- und – bei allen wichtigen Entscheidungen – Anhörungsrecht. Ortsvorsteher von Schöllenbach ist Martin Pollak (SPD).
Der Ort war Sitz der Gemeindeverwaltung der Gemeinde Hesseneck. Das Rathaus befand sich in der ehemaligen Schule, einem Fachwerkbau.

## Kultur und Sehenswürdigkeiten

### Quellkirche Schöllenbach (Evangelische Pfarrkirche)

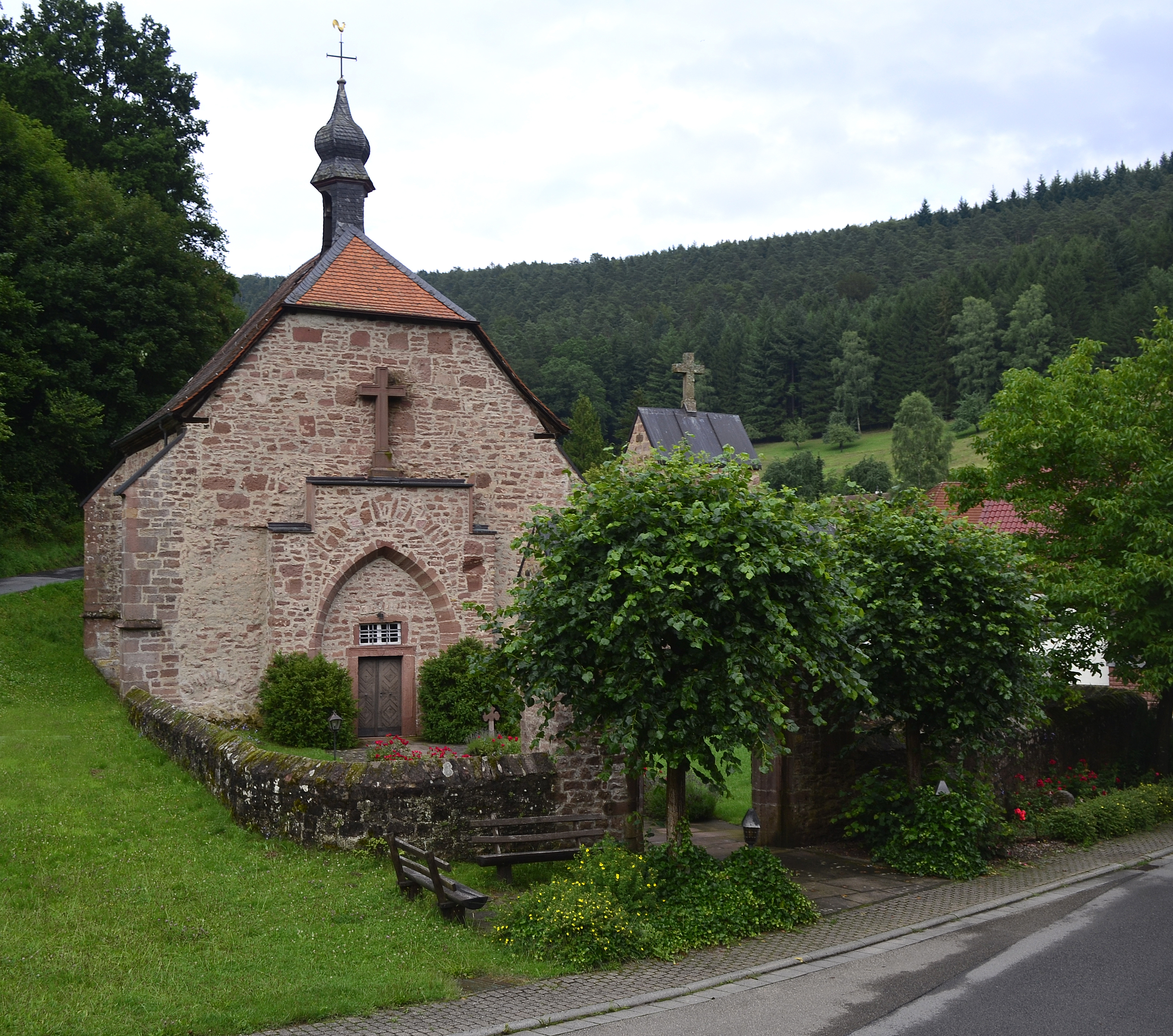
Quellkirche Schöllenbach

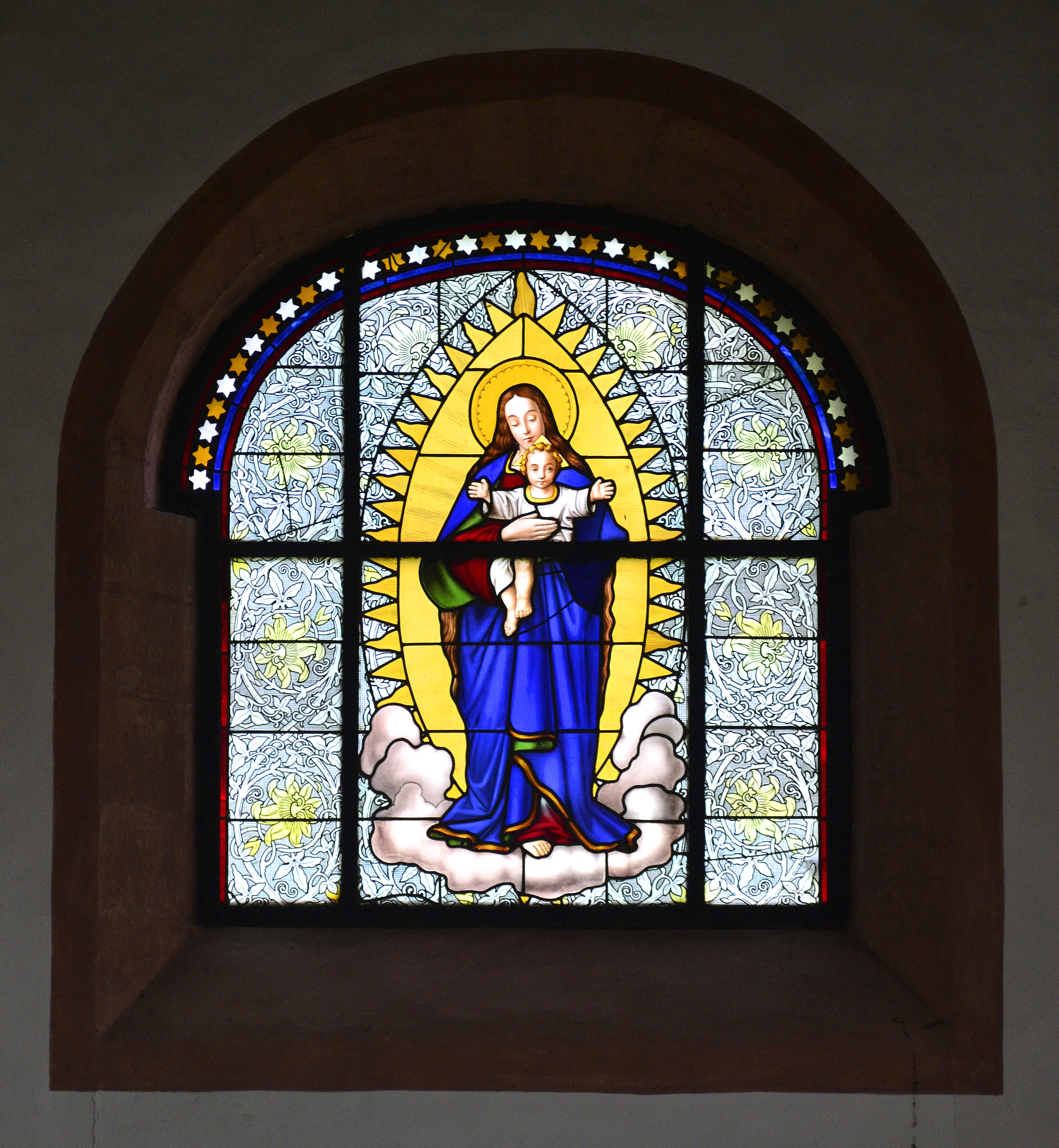
Altarfenster mit Mariendarstellung

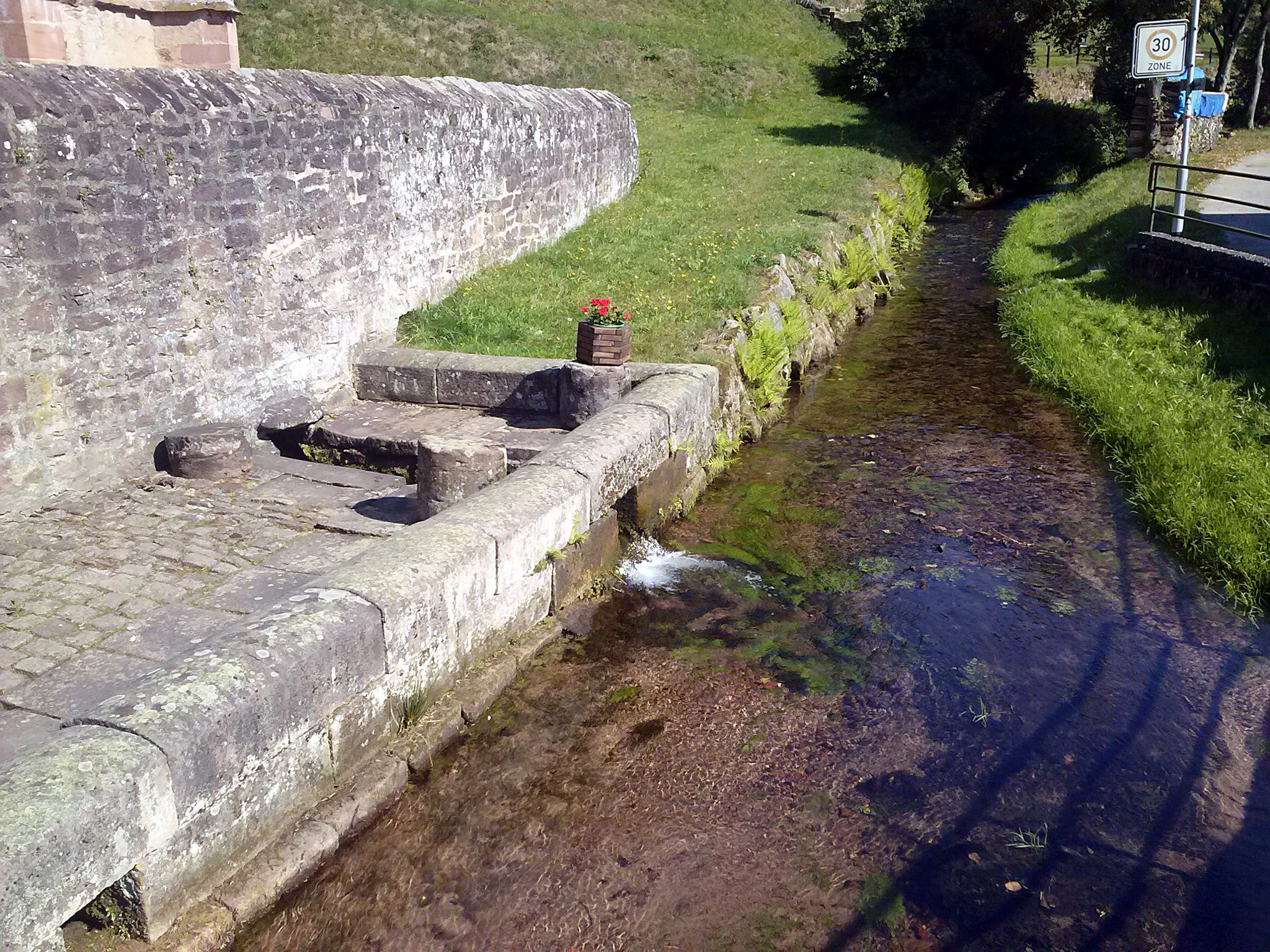
Kirchbrunnen am Euterbach

Unter den Sehenswürdigkeiten und Kulturdenkmälern Schöllenbachs ragt die Quellkirche besonders hervor. Die Kirche in ihrer rezenten Form ist ein Reduktionsbau aus dem Jahre 1782. Die noch vorhandenen Mauern des Chores der einstmals dreischiffigen Kirche von 1465 (siehe oben, Abschnitt Geschichte) wurden durch eine neue Wand abgetrennt und zu einem neuen Kirchengebäude ausgestaltet. Die verlorengegangene, vermutlich eingestürzte Decke wurde durch eine einfache Balkendecke ersetzt. Die verbliebenen restlichen Mauern wurden abgetragen und als Baumaterial an anderen Stellen der Grafschaft Erbach sekundär verwendet. Die für eine kleine Ortschaft wie Schöllenbach enorme, für einen Wallfahrtsort überregionaler Bedeutung durchaus angemessene Größe des Vorgängerbaus lässt sich noch erahnen: das heutige Portal zum Kirchhof entspricht dem früheren Kirchportal und Fragmente des gotischen Strebewerks an den Innenwänden weisen auf die ursprüngliche Höhe des Bauwerkes hin.

Quellkirche Schöllenbach, Exterieur
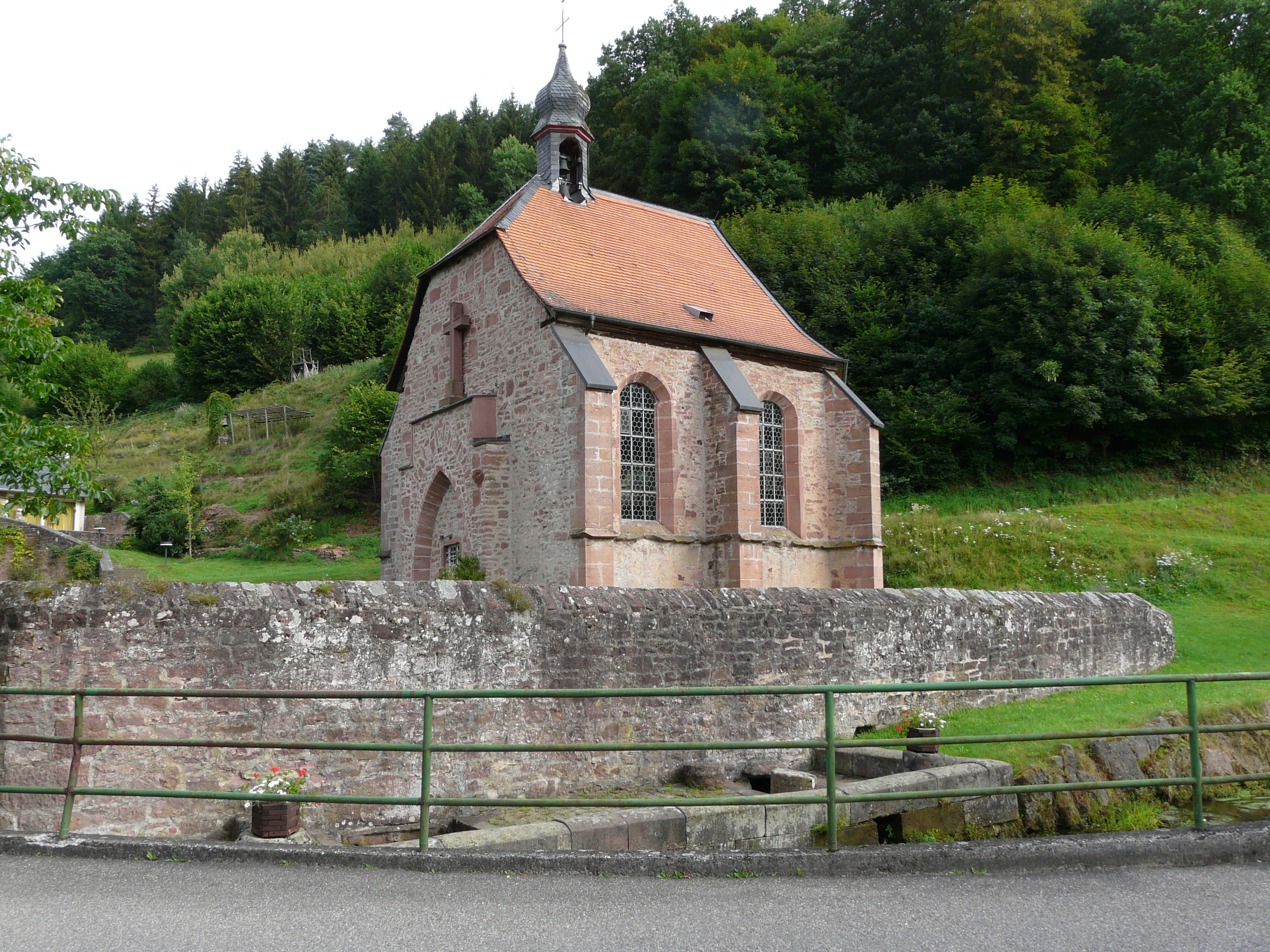
Quellkirche mit Kirchhofsmauer und Kirchbrunnen
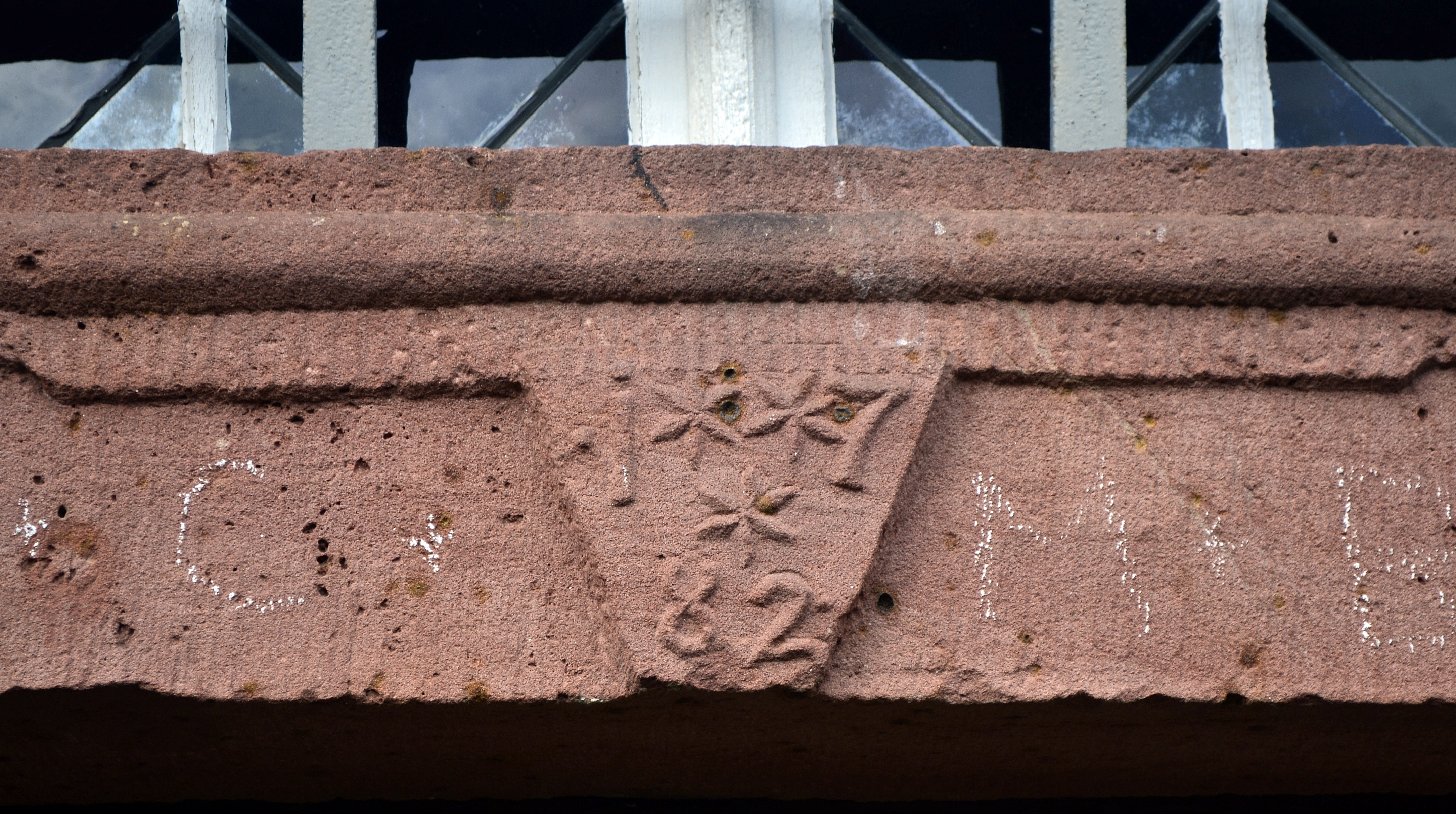
Portalsturz der 1782 eingezogenen Wand zur Abtrennung des Chores
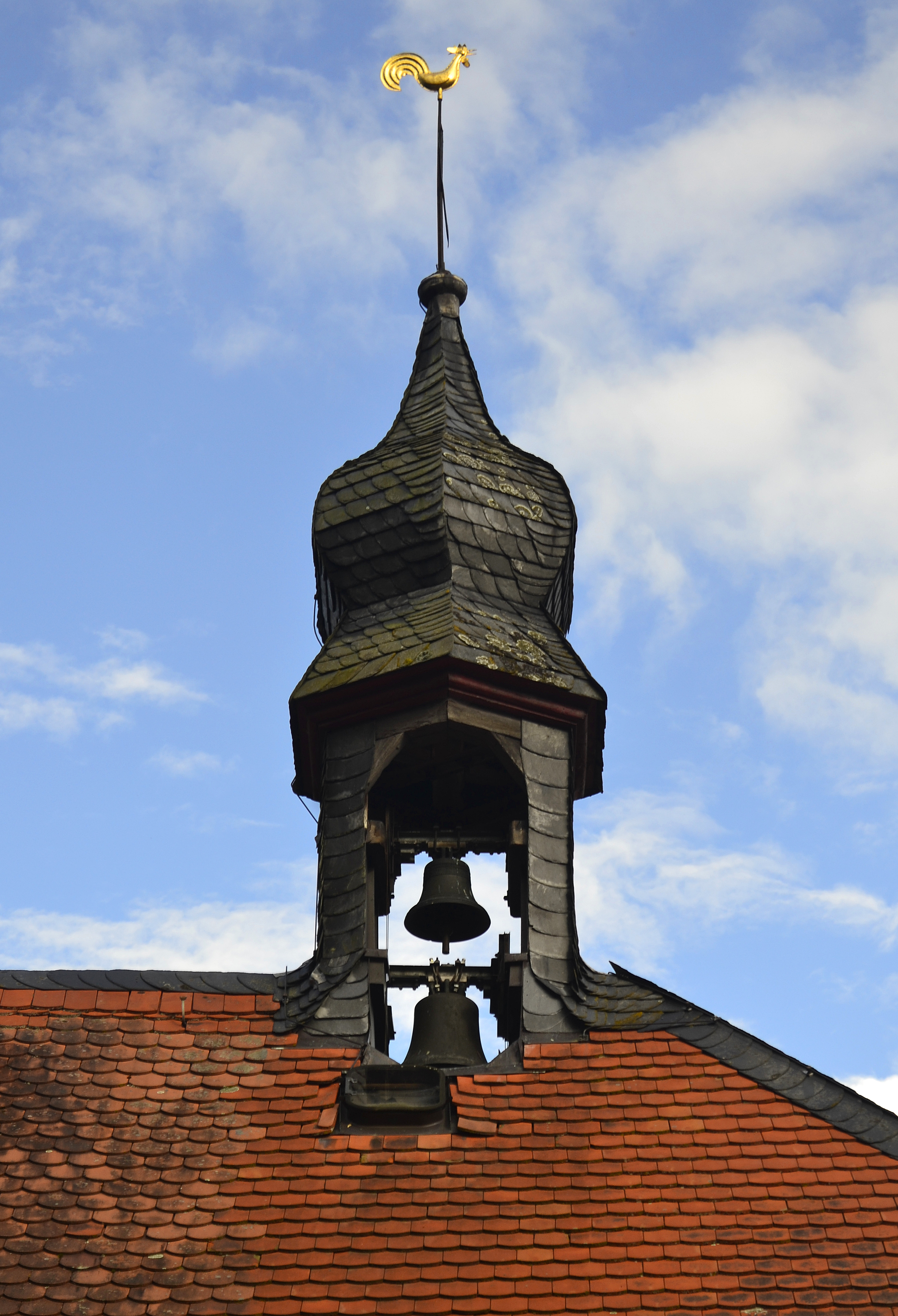
Dachreiter mit zwei Glocken
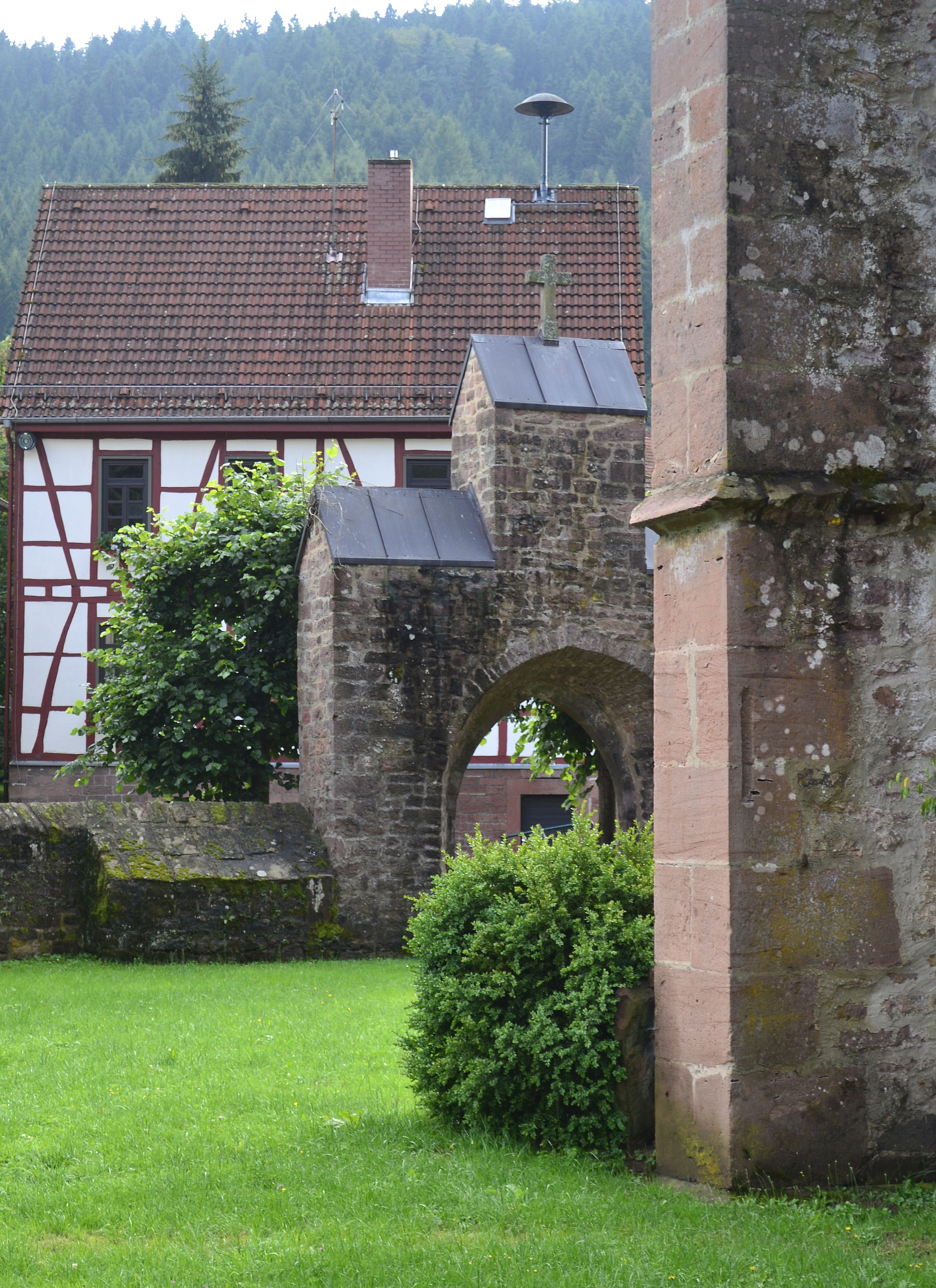
Blick über das Kirchhofs- und ehemalige Kirchenportal zum Rathaus der Gemeinde  Hesseneck
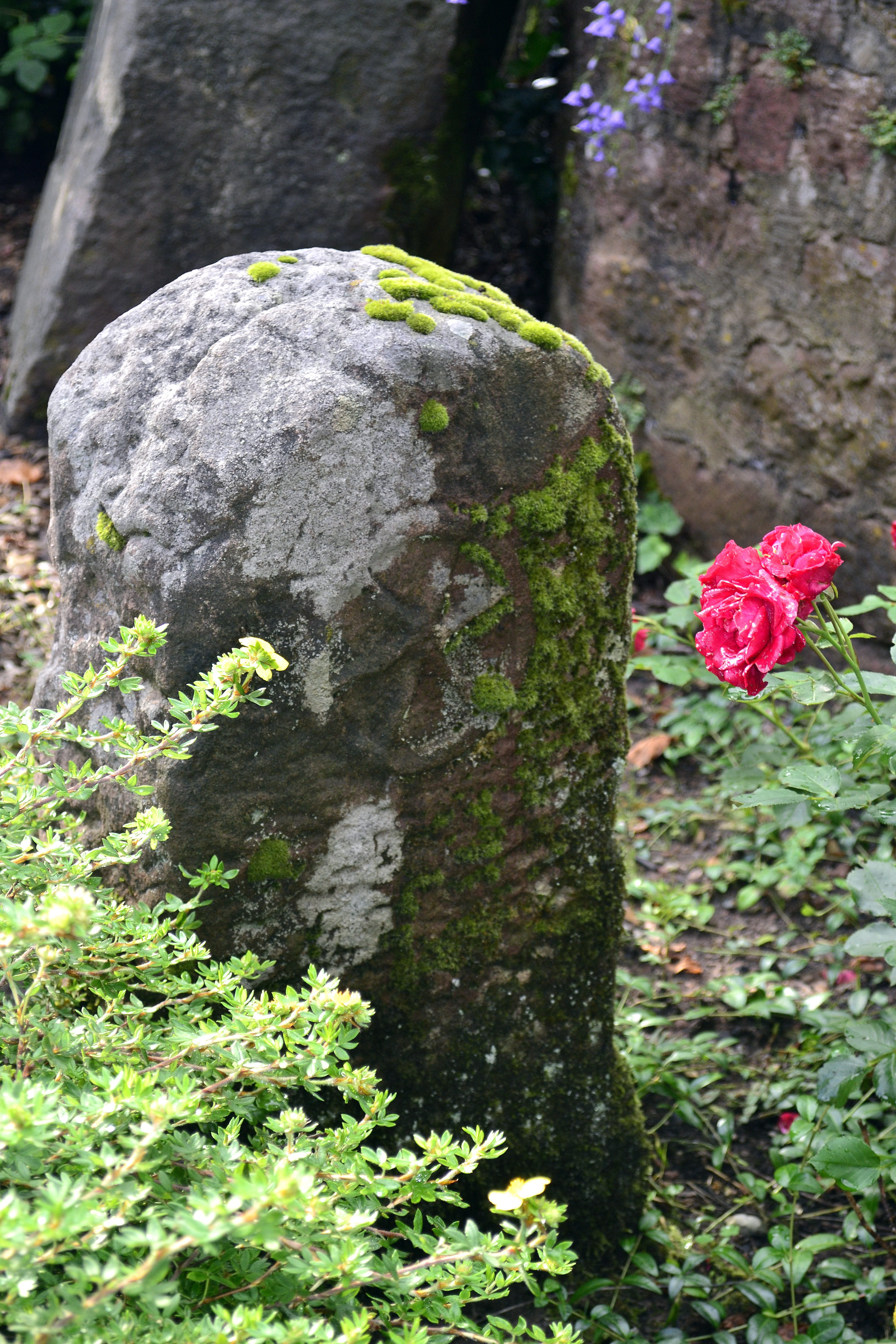
Grenzstein mit Kurmainzer Rad vor der Kirchhofsmauer

Das Interieur der Kirche stammt hauptsächlich aus der Zeit der ersten Renovierung in den Jahren 1863/1865. Hierzu zählen der Abendmahlsschrank und der Taufstein, die beide im  neugotischen Stil ausgeführt sind, sowie das Altarbild von Adelheid Prinzessin zu Hohenlohe-Ingelfingen aus dem Jahr 1865, das 2004 restauriert worden ist

Quellkirche Schöllenbach, Interieur
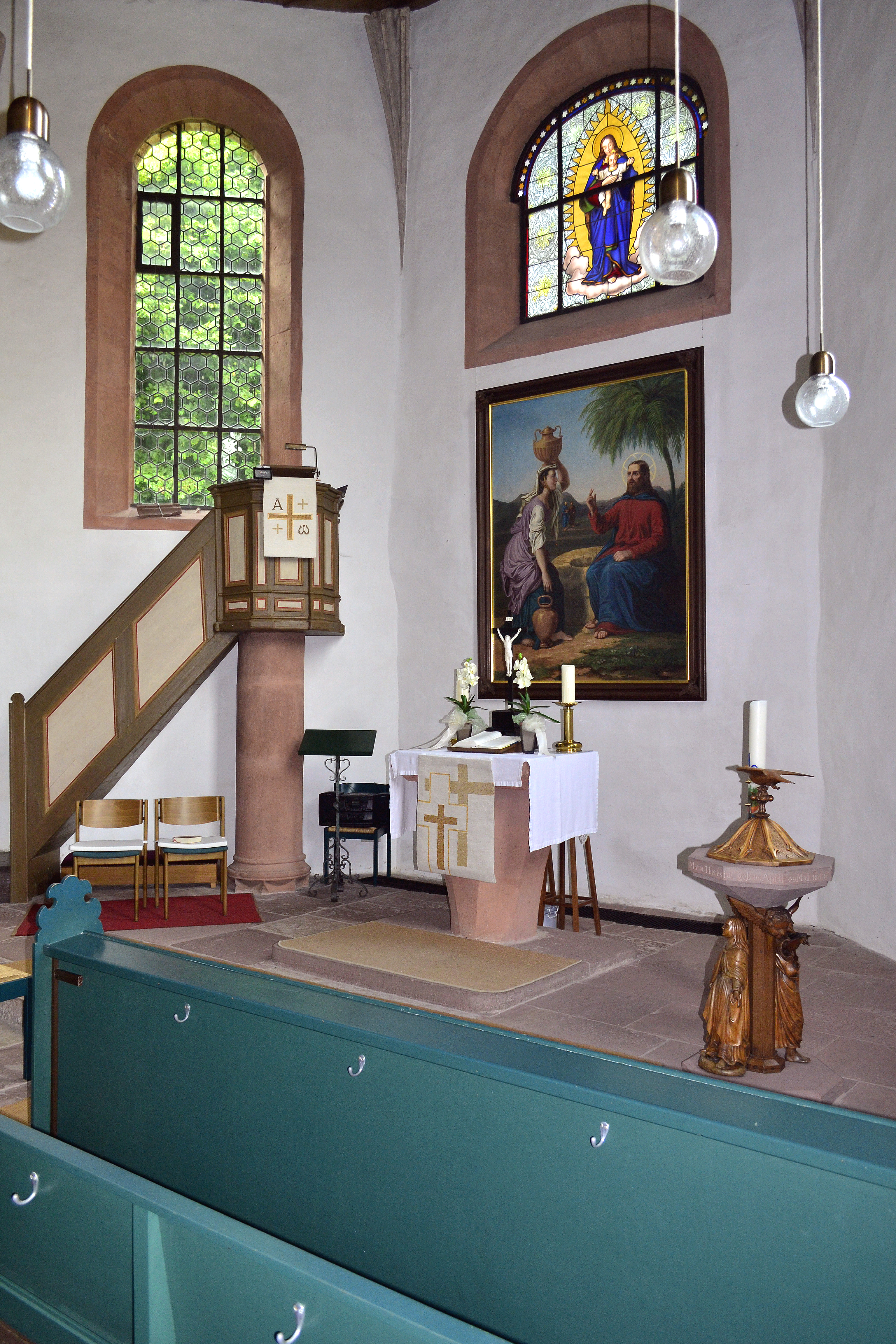
Interieur mit Kanzel, Altar, Altarbild, Altarfenster und Taufstein
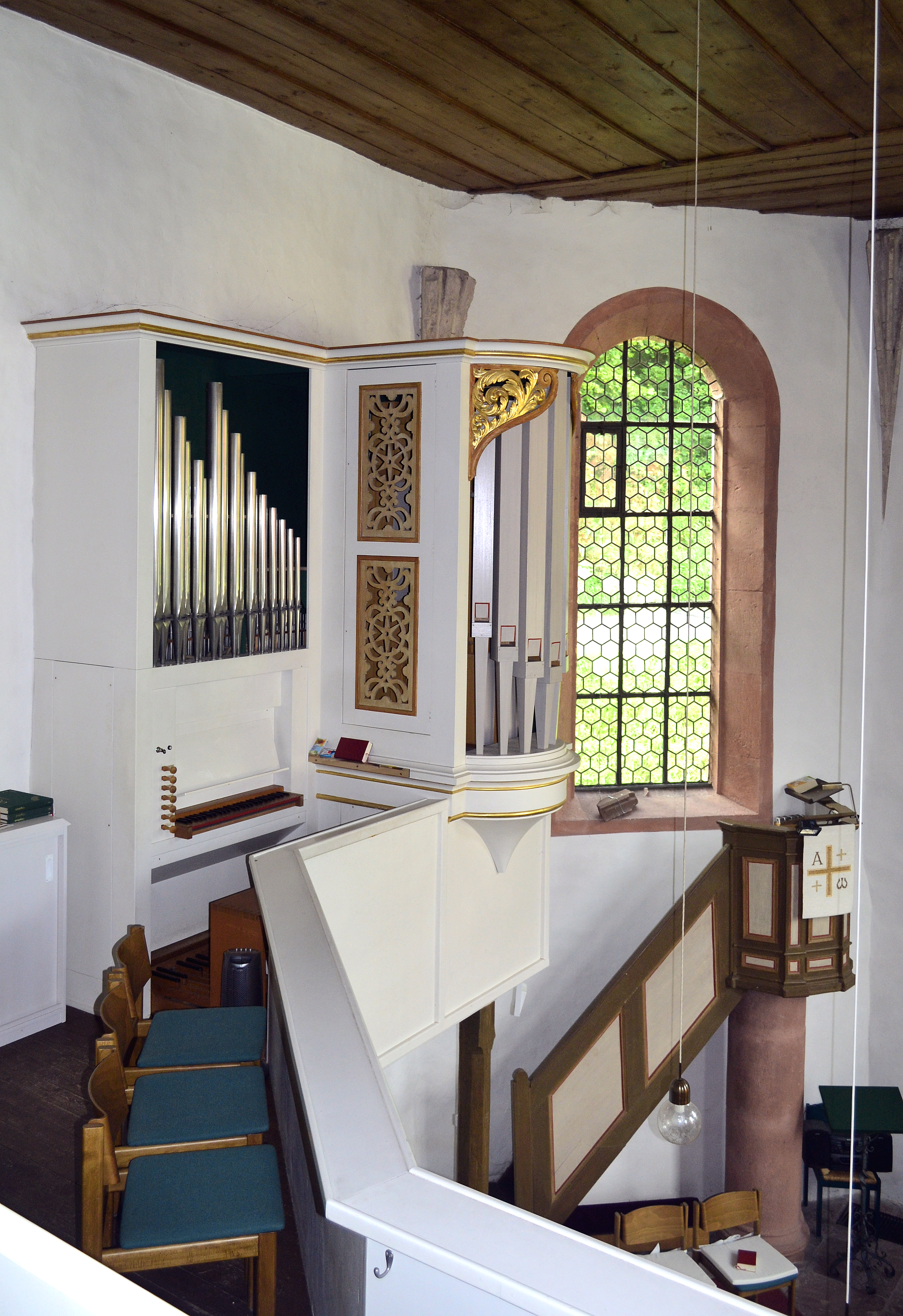
Orgel, 1975 erneuert
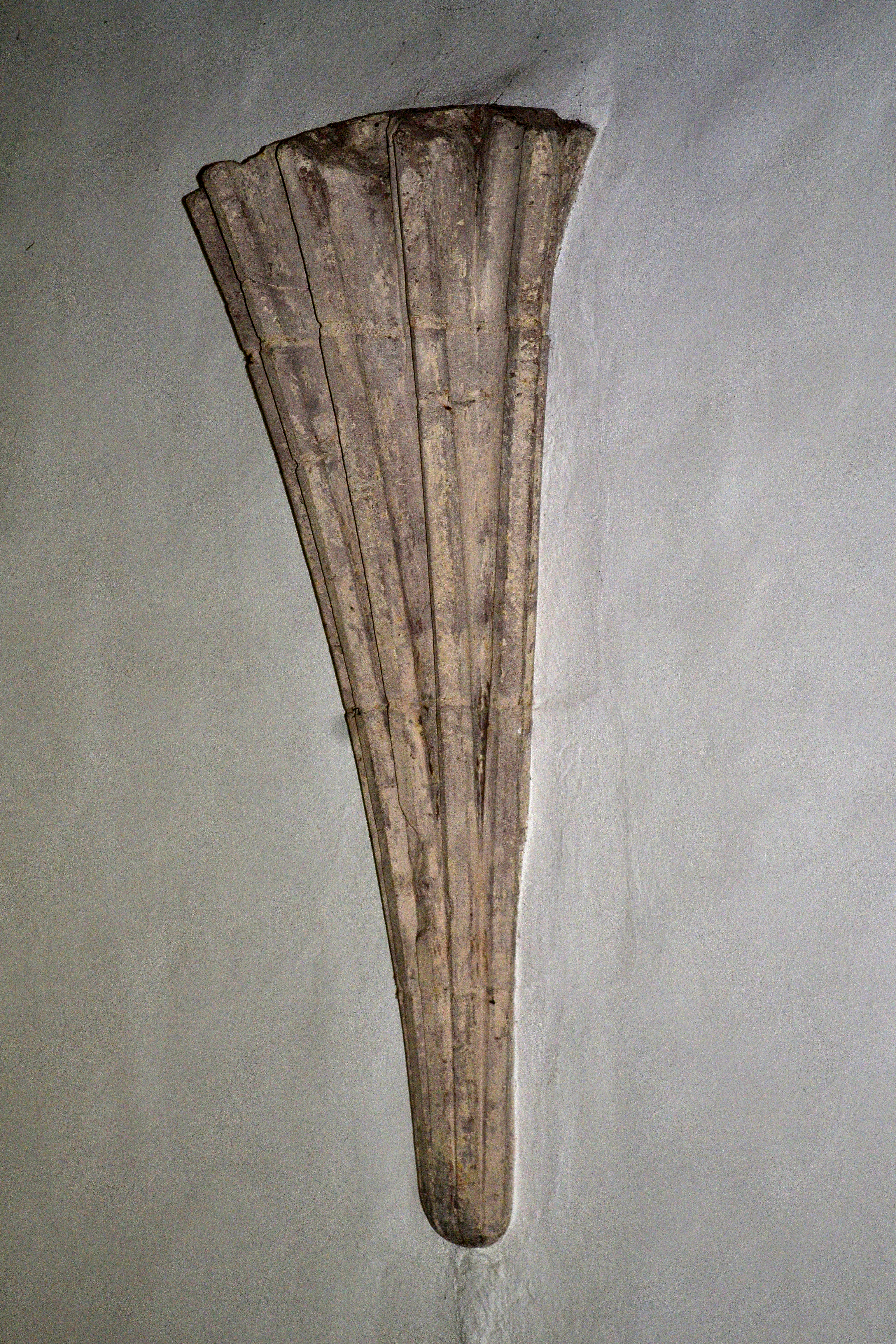
Fragment des spätgotischen Strebewerks
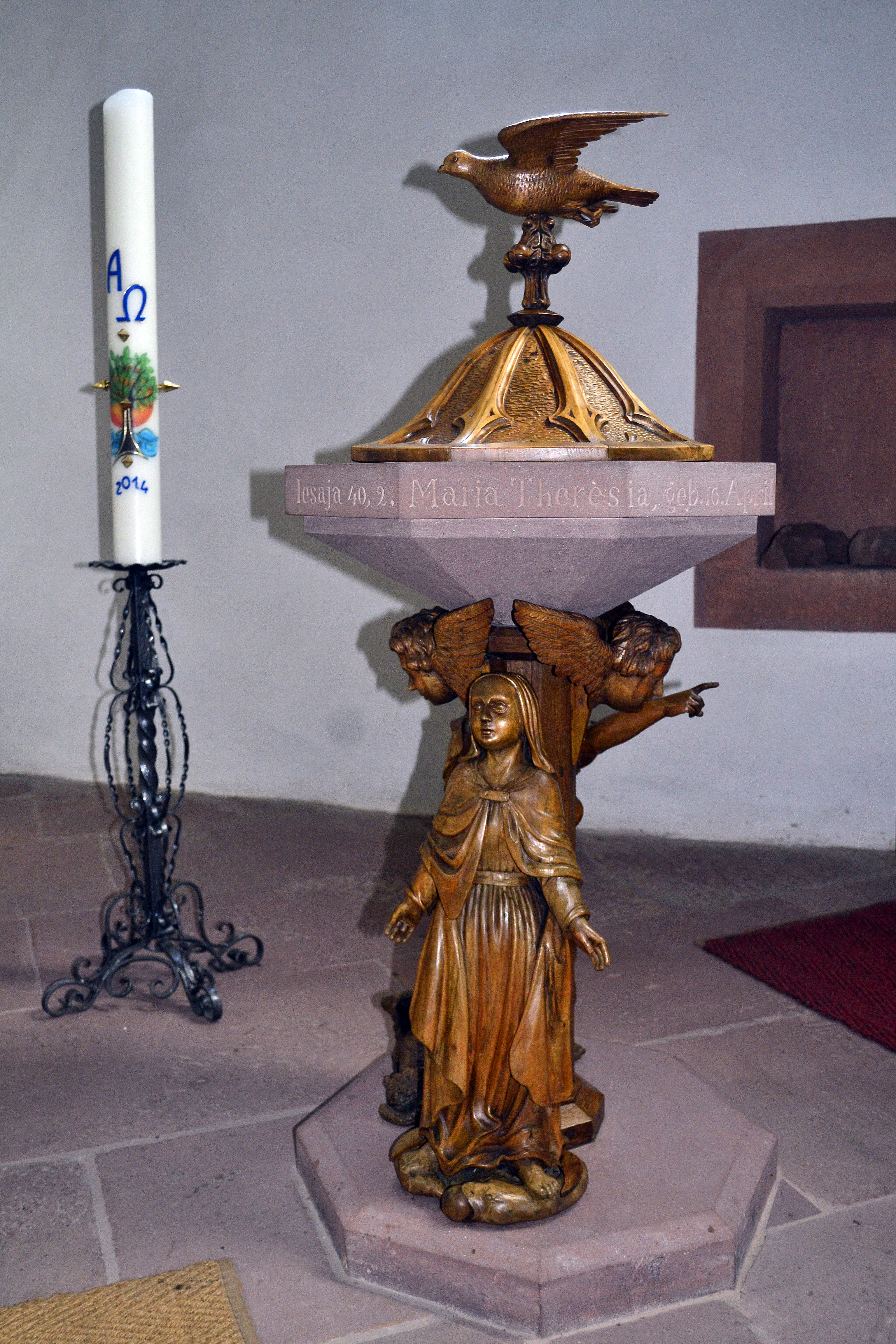
Taufstein von 1865
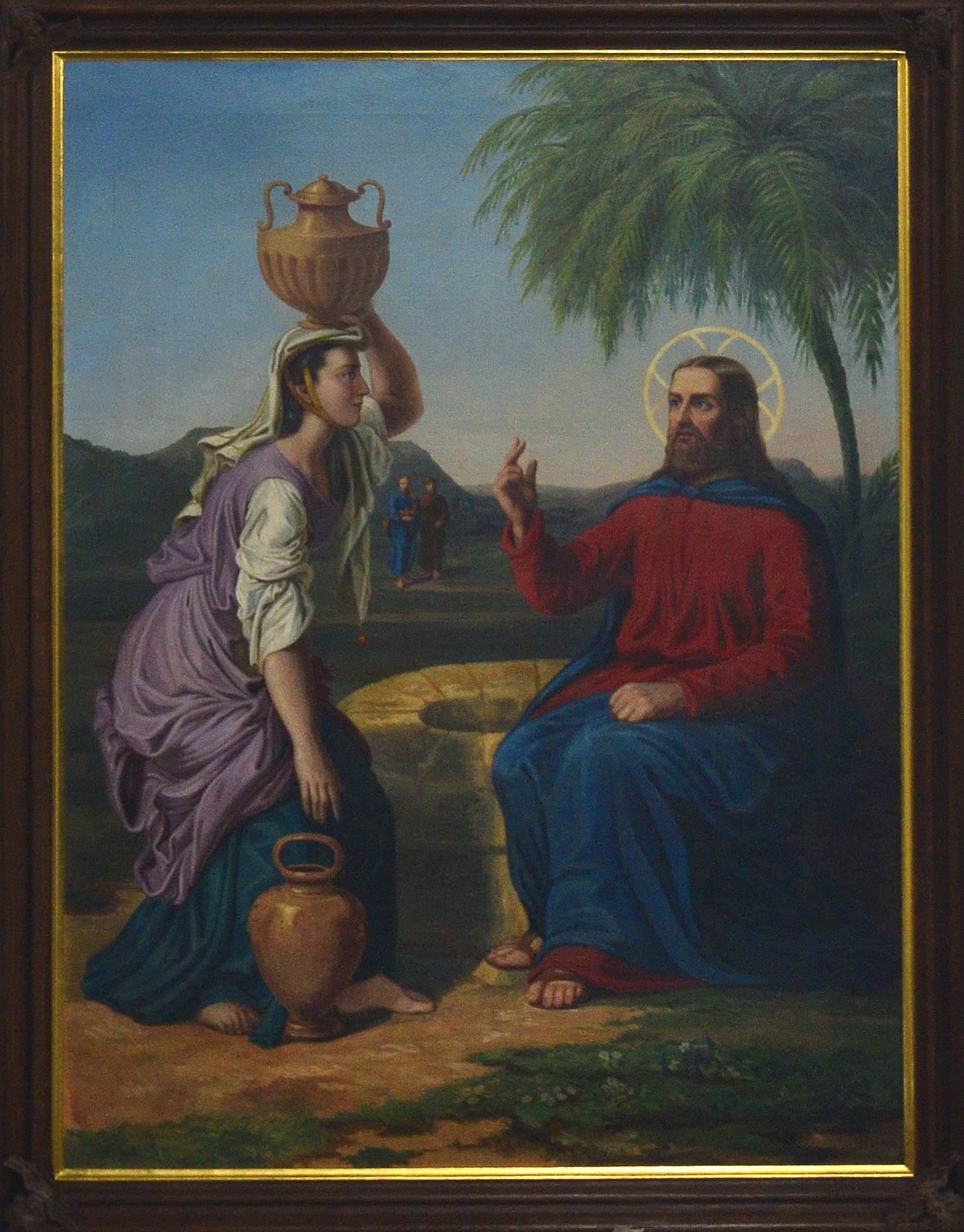
Altarbild von 1865

Eine weitere Renovierung der Kirche erfolgte in den Jahren 1971/1972. Dabei wurde unter anderem ein zuvor vermauerter Seiteneingang freigelegt und die Empore völlig neu gestaltet. 1975 erfolgte noch die Erneuerung der Orgel.
Der Kirchbrunnen, die Quelle, die ursprünglich in der Kirche entsprang, tritt heute an der Kirchhofsmauer ans Tageslicht. Auch nach dem Ende der Wallfahrten wurde die Quelle von der Bevölkerung genutzt, als Waschplatz und – bis zur Installation von Wasserleitungen im Ort – auch zur Trinkwasserversorgung. Noch 1922, während einer großen Dürre, wurde das deutlich höher gelegene und somit trockenere Nachbardorf Hesselbach mit Trinkwasser aus dem Kirchbrunnen versorgt, welches mit Fässern bergauf geschafft werden musste.

### Vereine und Veranstaltungen

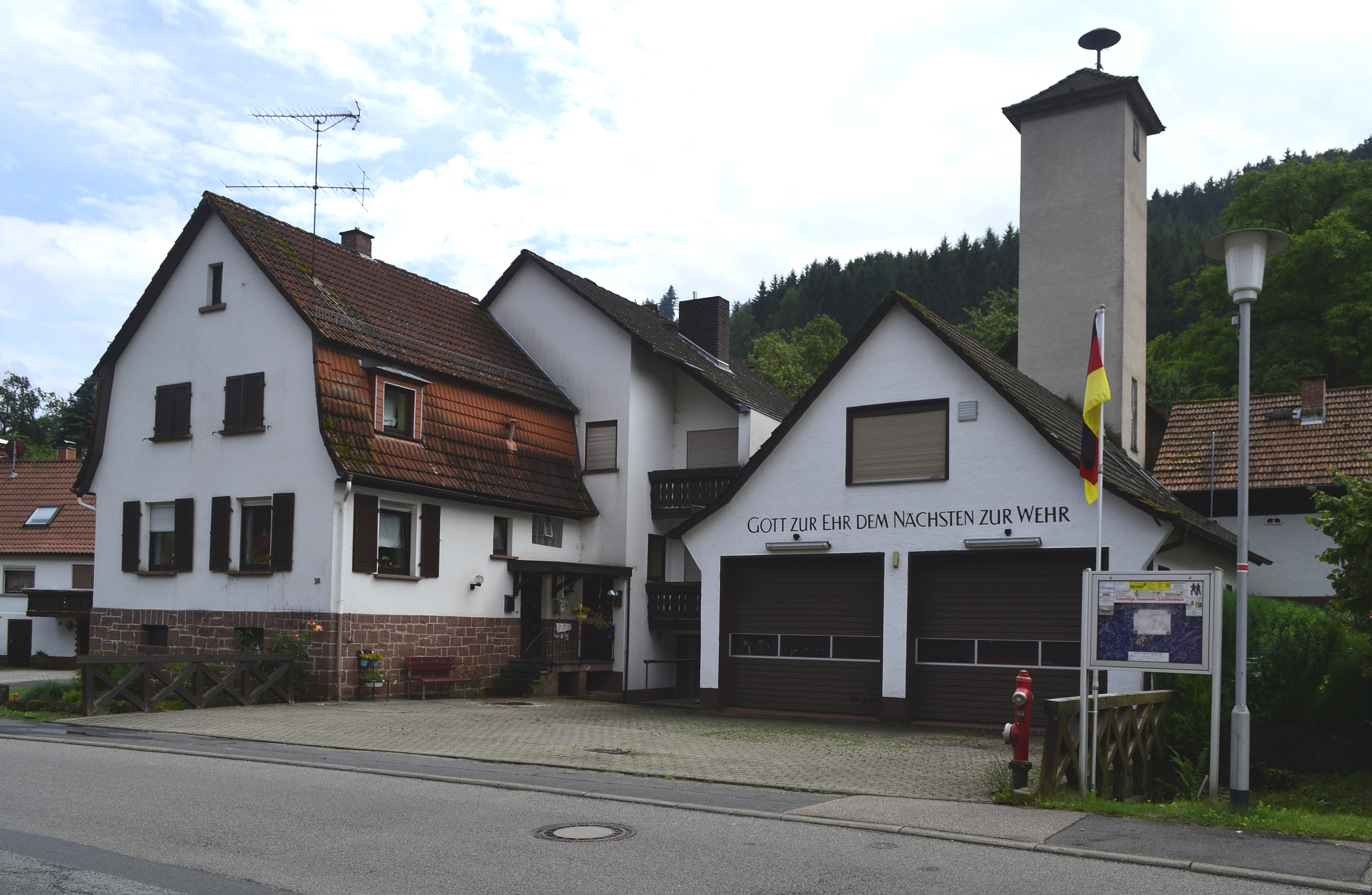
Feuerwehrhaus der Freiwilligen Feuerwehr Schöllenbach

Das Vereinsleben Schöllenbachs wird im Wesentlichen von der Freiwilligen Feuerwehr Schöllenbach und dem Gesangsverein „Sängerkranz“ Schöllenbach gestaltet. Die beiden Vereine führen auch den größten Teil der regelmäßigen und unregelmäßigen kulturellen Veranstaltungen durch.

## Wirtschaft und Infrastruktur

### Wirtschaft
Schöllenbach verfügt über keinerlei Wirtschaftsbetriebe, auch Ladenlokale oder Gaststätten sucht man vergebens. Die arbeitende Bevölkerung ist im Wesentlichen darauf angewiesen, sich als Pendler in entfernteren Orten zu verdingen, auch Einkäufe für den täglichen Bedarf sind mit längeren Fahrtstrecken verbunden.  So zählt Schöllenbach wie viele andere Odenwalddörfer zu den Orten, die massiv unter Bevölkerungsabwanderung, Überalterung und Immobilienleerstand zu leiden haben.

### Verkehr

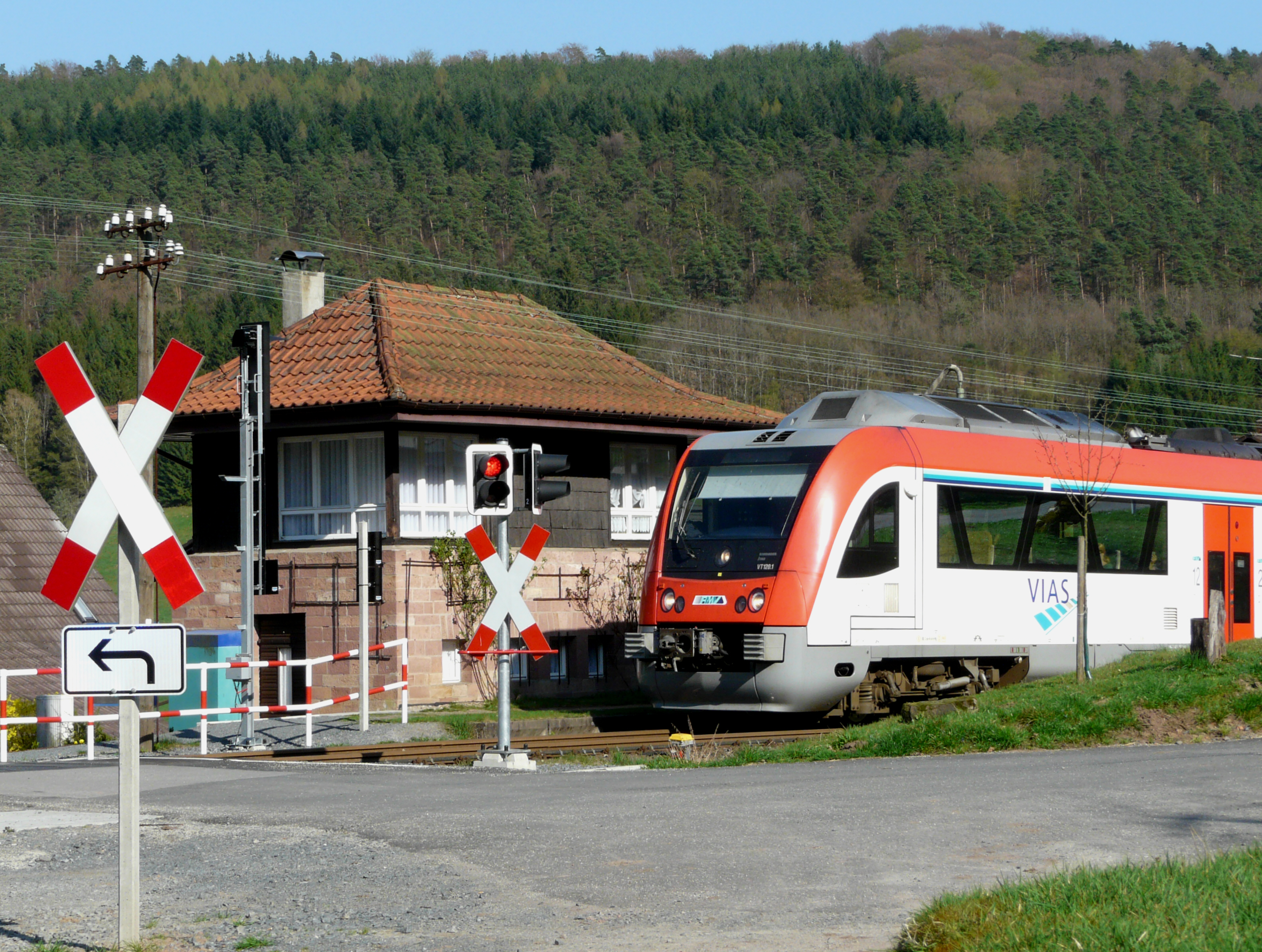
Haltepunkt Schöllenbach der Odenwaldbahn

Über die durchs Itterbachtal führende Landesstraße 3108 ist Schöllenbach mit den Städten Beerfelden und Eberbach verbunden. Auf der L 3108 verkehrt auch die Buslinie 53 der Odenwald-Regional-Gesellschaft (OREG) zwischen den beiden Städten und bedient dabei in Schöllenbach mehrere Haltestellen. Ferner besteht über eine eingeschränkt befahrbare Straße eine Verbindung zum Nachbardorf Hesselbach. Diese Strecke wird auch von einem Ruftaxidienst genutzt.
Am östlichen Ortsrand befindet sich ein Haltepunkt an der von der VIAS betriebenen Odenwaldbahn, die vom Bahnhof Eberbach nach Darmstadt oder Hanau führt.